# Kenbridge
Kenbridge is een plaats (town) in de Amerikaanse staat Virginia, en valt bestuurlijk gezien onder Lunenburg County.

## Demografie
Bij de volkstelling in 2000 werd het aantal inwoners vastgesteld op 1253.
In 2006 werd het aantal inwoners door het United States Census Bureau geschat op 1318, een stijging van 65 (5,2%).

## Geografie
Volgens het United States Census Bureau beslaat de plaats een oppervlakte van 5,3 km², geheel bestaande uit land.

## Plaatsen in de nabije omgeving
De onderstaande figuur toont nabijgelegen plaatsen in een straal van 28 km rond Kenbridge.